# 小野瑞步
小野瑞步（2000年9月29日—），東京都出身，隸屬於演藝經紀公司UP-FRONT AGENCY旗下，原Hello! Pro研修生第24期，2016年8月13日正式加入山茶花工廠，隔年2月22日以3A單曲「初戀日出 / Just Try! / 美麗的山茶花」正式出道。
身高163cm，血型O型，個人應援色為翡翠綠。

## 個人簡歷
2015年
- 4月27日，成為Hello! Pro研修生。

2016年
- 8月23日，被選為山茶花工廠的三位追加成員之一。

2017年
- 2月22日，以山茶花工廠成員的身分推出3A單曲「初戀日出 / Just Try! / 美麗的山茶花」正式出道。

2020年
- 9月29日，推出第一本個人寫真集『MIZUH◎』。

## 人物
- 慣用左手。
- 有一個年長四歲的姊姊。
- 受姊姊的影響，中學時代曾加入管樂社吹奏長笛。
- 憧憬的前輩是早安少女組。的佐藤優樹。
- 和BEYOOOOONDS的前田こころ是研修生同期，兩人交情頗好。

## 外部連結
- つばきファクトリーHello!Project （页面存档备份，存于）
- つばきファクトリーTwitter （页面存档备份，存于）
- つばきファクトリーAmeblo （页面存档备份，存于）
- つばきファクトリーYouTube （页面存档备份，存于）
- 小野瑞步Instagram
- 官網個人檔案 （页面存档备份，存于）